# Врховни суд Уједињеног Краљевства
Врховни суд Уједињеног Краљевства (енгл. Supreme Court of the United Kingdom) највиши је грађански суд Уједињеног Краљевства и највиши кривични суд Енглеске, Велса и Сјеверне Ирске.
Године 2009. преузео је судску власт Дома лордова.

## Уставна реформа
Врховни суд Уједињеног Краљевства је основан Уставним реформским актом 2005. Дотадашњи врховни суд је био Дом лордова односно правни лордови. Такође, постојао је и колективни назив „Врховни суд Енглеске и Велса“ за Краљевски суд, Високи суд и Апелациони суд. Они су данас познати као „виши судови Енглеске и Велса“.
Оснивањем Врховног суда спроведено је начело подјеле власти. Дотадашњи законодавно-судски Дом лордова претворен је у уобичајени горњи дом. Нови Врховни суд је осим судске власти Дома лордова преузео и неке надлежности Судског комитета Државног савјета.

## Састав
Врховни суд се састоји из предсједника, замјеника предсједника и 10 судија. Први састав Врховног суда су чинили редовни апелациони лордови из Дома лордова.
Судије Врховног суда (енгл. Justices of the Supreme Court) именује монарх на предлог премијера, уз учешће лорда канцелара, а по препоруци комисије за избор (енгл. selection commission). Судије уживају сталност, али могу бити опозване адресом Парламента Уједињеног Краљевства. Све судије се пензионишу са 70 година.